# Stratford Shakespeare Festival
El Festival de Stratford és un festival de teatre que té lloc d'abril a octubre a la ciutat de Stratford, Ontario, Canadà. Fundat pel periodista local Tom Patterson el 1952, el festival era conegut anteriorment com el Festival Shakespearean de Stratford, el Festival Shakespeare i el Festival Shakespeare de Stratford. El festival va ser un dels primers festivals d'art al Canadà i continua sent un dels més destacats. És reconegut arreu del món per les seves produccions d'obres de Shakespeare.
L'objectiu principal del festival és presentar produccions de les obres de William Shakespeare, però compta amb una varietat de produccions teatrals des de la tragèdia grega fins a musicals de Broadway i obres contemporànies. En els primers anys del festival, les obres de Shakespeare normalment representaven aproximadament un terç de les ofertes a la sala més gran, el Festival Theatre. Més recentment, però, l'enfocament del festival ha canviat per incloure obres d'una gamma més diversa de dramaturgs.
L'èxit del festival va convertir Stratford en una ciutat on les arts i el turisme tenen un paper important en l'economia. El festival atrau molts turistes de fora del Canadà, sobretot britànics i americans.

## Història
El Festival va ser fundat com el Festival Shakespearean de Stratford del Canadà, per Tom Patterson, un periodista nadiu de Stratford que volia revitalitzar l'economia de la seva ciutat mitjançant la creació d'un festival de teatre dedicat a les obres de William Shakespeare, ja que la ciutat comparteix el nom del lloc de naixement de Shakespeare, Stratford-upon-Avon, Anglaterra. Stratford era un nus ferroviari i una gran botiga de locomotores, i s'enfrontava a una desastrosa pèrdua d'ocupació amb l'eliminació imminent de l'energia del vapor. Patterson va aconseguir el seu objectiu després de rebre l'ànim de l'alcalde David Simpson i el consell local, i el Festival Shakespearean de Stratford es va convertir en una entitat legal el 31 d'octubre de 1952.

Ja establerta al teatre canadenc, Dora Mavor Moore va ajudar a posar Patterson en contacte amb l'actor i director britànic Tyrone Guthrie, primer amb una trucada telefònica transatlàntica. El 13 de juliol de 1953, l'actor Alec Guinness va pronunciar les primeres línies de la primera obra produïda pel festival, una producció de Ricard III:
"Ara és l'hivern del nostre descontentament / Fet un estiu gloriós per aquest fill de York".
Guinness i Irene Worth estaven entre el repartiment de l'actuació inaugural de Richard III de Stratford, treballant només per despeses.
Aquestes primeres actuacions (com les quatre primeres temporades senceres) van tenir lloc en un amfiteatre de formigó cobert per una carpa gegant de lona a la vora del riu Avon. El primer de molts anys de la història de producció del Festival de Shakespeare de Stratford va començar amb una temporada de sis setmanes que es va inaugurar el 13 de juliol de 1953 amb Richard III i després All's Well That Ends Well, ambdues protagonitzades per Alec Guinness. La temporada de 1954 va durar nou setmanes i va incloure Èdip Rei de Sòfocles i dues obres de Shakespeare, Measure for Measure i The Taming of the Shrew (La feréstega domada). Entre els joves actors durant les quatre primeres temporades hi havia diversos que van tenir un gran èxit en els anys següents, Douglas Campbell, Timothy Findley, Don Harron, William Hutt i Douglas Rain.
La recaptació de fons per construir un teatre permanent va ser lenta, però va ser ajudada significativament amb les donacions del governador general Vincent Massey i de la "Perth Mutual Insurance Company". El nou Festival de Teatre es va inaugurar el 30 de juny de 1957, amb seients per a més de 1.800 persones; cap seient està a més de 65 peus de l'escenari. El disseny estava pensat deliberadament per assemblar-se a una tenda enorme. Les produccions d'aquella temporada incloïen Hamlet, Nit de Reis, la satírica My Fur Lady, Un altre pas de rosca i Peer Gynt d'Ibsen.
L'escenari principal del Festival Theatre va ser dissenyat per la dissenyadora britànica Tanya Moiseiwitsch per assemblar-se tant a un amfiteatre grec clàssic com al "Shakespeare's Globe Theatre". Des de llavors s'ha convertit en un model per a altres etapes a Amèrica del Nord i Gran Bretanya.
El nominat al premi Tony, Scott Wentworth ha actuat a les produccions escèniques del festival en nombroses ocasions des de 1985, començant per El zoo de vidre; el festival ha ajudat a Sara Topham a llançar la seva carrera com a actriu, actuant del 2000 al 2011 i; un jove i desconegut Christopher Walken va aparèixer a les produccions escèniques de 1968 de Stratford de Romeu i Julieta i Somni d'una nit d'estiu, interpretant a Romeo i Lisandro respectivament.
El director artístic Richard Monette es va retirar el 2007 després d'haver ocupat el càrrec durant catorze temporades. Va ser substituït per un equip artístic format pel director general Antoni Cimolino i els directors artístics Marti Maraden, Des McAnuff i Don Shipley. El 12 de març de 2008, es va anunciar que Shipley i Maraden deixarien el càrrec, deixant a Des McAnuff com a únic director artístic. El 2013, Des McAnuff va ser substituït per Antoni Cimolino com a director artístic.
El 2012, el Festival tenia un dèficit de 3,4 milions de dòlars, però el 2015 tenia un superàvit de 3,1 milions de dòlars sota el control de Cimolino i la directora executiva Anita Gaffney. Encara no s'havia assolit l'objectiu de mig milió de vendes d'entrades per a la temporada (un rècord anterior), però s'havia aconseguit un augment significatiu del nombre de nous clients als teatres.
El 17 de febrer de 2015, AP News va informar que el Stratford Shakespeare Festival té previst filmar totes les obres de Shakespeare.

## Els actors que han participat al festival
Alan Bates, Brian Bedford, Domini Blythe, Barbara Bryne, Martha Burns, Jackie Burroughs, Zoe Caldwell, Douglas Campbell, Len Cariou, Brent Carver, Patricia Conolly, Susan Coyne, Jack Creley, Jonathan Crombie, Hume Cronyn, Henry Czerny, Cynthia Dale, Brian Dennehy, Colm Feore, Megan Follows, Maureen Forrester, Lorne Greene, Dawn Greenhalgh, Paul Gross, Alec Guinness, Amelia Hall, Uta Hagen, Julie Harris, Don Harron, Martha Henry, William Hutt, Frances Hyland, Charmion King, Andrea Martin, Barbara March, James Mason, Roberta Maxwell, Eric McCormack, Seana McKenna, Loreena McKennitt, Richard Monette, John Neville, Stephen Ouimette, Lucy Peacock, Nicholas Pennell, David J. Phillips, Amanda Plummer, Christopher Plummer, Sarah Polley, Douglas Rain, Kate Reid, Jason Robards, Alan Scarfe, Paul Scofield, Goldie Semple, William Shatner, Maggie Smith, Jessica Tandy, Peter Ustinov, Christopher Walken, Al Waxman, Irene Worth, Geraint Wyn Davies and Janet Wright.

## Dones directores
Les dones directores de Stratford han inclòs Pam Brighton, Zoe Caldwell, Marigold Charlseworth, Donna Feore, Jill Keiley, Pamela Hawthorne, Martha Henry, Jeannette Lambermont, Diana Leblanc, Marti Maraden, Weyni Mengesha, Carey Perloff, Lorraine Pintal, Vanessa Porteous, Susan H. Schulman, Djanet Sears, Kathryn Shaw, Jennifer Tarver.
De 1956 a 1961 i de 1971 a 1976, el Festival de Stratford també va organitzar el Festival de Cinema de Stratford separat, que va ser acreditat com un dels primers festivals de cinema nord-americans a programar pel·lícules internacionals. Aquest festival es va enfonsar després del llançament de 1976 del Festival of Festivals, ara conegut com el Festival Internacional de Cinema de Toronto, va afectar tant el finançament del Festival de Cinema de Stratford com la seva audiència.

## COVID-19
El març de 2020, a mesura que estaven en marxa els preparatius per a la propera temporada, el Festival es va veure obligat a anunciar cancel·lacions i acomiadaments a causa de la pandèmia de la COVID-19. Un mes després, tota la temporada 2020 es va suspendre i es va cancel·lar efectivament. Just abans de la cancel·lació de la temporada, Cimolino va anunciar que totes les produccions que s'havien filmat com a part de la sèrie de "Stratford Festival On Film" es transmetrien en línia de forma gratuïta, amb una producció diferent que es mostraria cada setmana. Durant l'estiu de 2020, el Festival va produir quatre sèries web que, juntament amb totes les produccions filmades i altres documentals i entrevistes de Stratford, es van llançar l'octubre de 2020 al nou servei de transmissió web Stratfest@Home.
L'abril de 2021, el Festival va anunciar una temporada d'obres i cabarets, amb la majoria de les produccions que es van celebrar sota grans marquesines al Festival i als teatres Tom Patterson. Només una producció d'estrena tardana es va celebrar a l'interior del Teatre Studio amb capacitat reduïda. El tema de la temporada 2021 va ser la metamorfosi.
El maig de 2022, el Festival va obrir oficialment el teatre Tom Patterson reconstruït. Dissenyat per l'arquitecte de Toronto, Siamak Hariri, l'edifici té vistes al riu Avon i es troba al lloc de l'anterior espai de Tom Patterson. El projecte va costar uns 100 milions de dòlars (CAD) i va ser finançat per donacions privades amb el suport dels governs provincials i federals.

## Present
El Festival s'executa tradicionalment d'abril a octubre i té quatre llocs permanents: el "Festival Theatre", l'"Avon Theatre", el "Tom Patterson Theatre" i l'"Studio Theatre". Tot i que l'encàrrec principal del Festival és produir les obres de Shakespeare, els cartells de temporada inclouen obres contemporànies i almenys un musical, així com el repertori clàssic. El Fòrum del Festival de Stratford té lloc durant la temporada i inclou concerts de música, lectures d'autors principals, conferències i debats amb actors o directius.
El Festival de Stratford és un soci industrial del campus de Stratford de la Universitat de Waterloo.

## Directors
Directors artístics

- Tyrone Guthrie (1953–1955)
- Michael Langham (1956–1967)
- Jean Gascon (1968–1974)
- Robin Phillips (1975–1980)
- John Hirsch (1981–1985)
- John Neville (1985–1989)
- David William (1990–1993)
- Richard Monette (1994–2007)
- Marti Maraden, Des McAnuff, Don Shipley (2007–2008)
- Des McAnuff (2008–2012)
- Antoni Cimolino (2013–)

Directors executius/directors generals

- Victor Polley
- William Wylie
- Bruce Swerdfager—General Manager (1972–1976)[31]
- Gary Thomas
- Mary Hofstetter—Director general (1995–1997)[32]
- Antoni Cimolino—Director Executiu (1998–2006); Director General (2007–2012)
- Anita Gaffney—Director Executiu (2013–)[33]

## Produccions
- Article principal: Història de la producció del Festival Shakespeare de Stratford-(anglès)

## Temporada 2023
La temporada 2023 programada pel director artístic Antoni Cimolino va tenir com a temàtica; Deure versus Desig.
- King Lear – de William Shakespeare
- Rent – música, lletra i llibret de Jonathan Larson
- Much Ado About Nothing – de William Shakespeare
- Les Belles Soeurs – de Michel Tremblay
- Monty Python's Spamalot – llibret i lletra de Eric Idle, música de John Du Prez i Eric Idle
- A Wrinkle in Time – de Madeleine L'Engle, adaptada per Thomas Morgan Jones
- Frankenstien Revived – de Morris Panych, música de David Coulter
- Richard II – de William Shakespeare
- Grand Magic – d'Eduardo De Filippo, traduït pel dramaturg John Murrell
- Wedding Band – d'Alice Childress
- Casey and Diana – de Nick Green
- Women of the Fur Trade – de Frances Koncan
- Love’s Labour’s Lost – de William Shakespeare